# Superflip

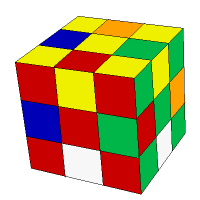
Imagen generada por ordenador del superflip

El superflip (en español, super giro) es una mezcla del cubo de Rubik en la que cada una de las piezas está en su posición correcta, aunque las aristas están orientadas incorrectamente (volteadas).  
Hay otra métrica más restrictiva (cada giro de 90° cuenta como un movimiento) en la que el superflip requiere de 24 movimientos para su resolución y en la que esta mezcla no está a una distancia máxima de la resolución. En tal caso, cuando el superflip se combina con otra posición concreta bien definida (posición "four-dot" o "four-spot", en su nomenclatura inglesa), en la cual cuatro de las caras tienen sus centros cambiados con los centros de las caras opuestas, la posición resultante es la única que requiere 26 de estos movimientos de 90° para su resolución.

## Resolución
A continuación se muestra una de las secuencias posibles de movimientos para generar el superflip, comenzando con un cubo resuelto, en notación Singmaster. 
U R2 F B R B2 R U2 L B2 R U' D' R2 F R' L B2 U2 F2